# Kalle Anka som luftbevakare
Kalle Anka som luftbevakare (engelska: Home Defense) är en amerikansk animerad kortfilm med Kalle Anka från 1943.

## Handling
Kalle Anka sitter på en avlyssningsstation för att spana efter inkräktare. Knatte, Fnatte och Tjatte bestämmer sig för att busa med Kalle genom att skicka ut ett modellplan med pepparkaksgubbar med fallskärmar. Kalle skjuter ner planet i tron att det är riktigt, men snart avslöjas sanningen.

## Om filmen
Filmen hade svensk premiär den 11 december 1944 på Sture-Teatern i Stockholm och ingick i kortfilmsprogrammet Kalle Anka på turné, tillsammans med de andra kortfilmerna Jan Långben som uppfinnare, Pluto i Brasilien, Kalle Anka får punktering, Pojkarnas paradis (ej Disney), Figaro och Cleo och Jan Långben ohoj.

## Rollista
- Clarence Nash – Kalle Anka, Knatte, Fnatte och Tjatte[6]